# Українські клуби в єврокубкових турнірах 1984—1985
У сезоні 1984–1985 дніпропетровський «Дніпро» дебютувало в Кубку європейських чемпіонів. У розіграші команда провела шість поєдинків: дві перемоги, дві нічиї і дві поразки (різниця забитих і пропущених м'ячів 8:6). 

## Шлях у турнірі
| Раунд       | Команда                  | Рахунок        |
| ----------- | ------------------------ | -------------- |
| 1/16 фіналу | «Трабзонспор» (Трабзон)  | 3:1            |
| 1/8 фіналу  | «Левскі-Спартак» (Софія) | 3:3            |
| 1/4 фіналу  | «Жиронден де Бордо»      | 2:2 (3:5 пен.) |

## 1/16 фіналу
1/16 фіналу. Суперник — «Трабзонспор» (Трабзон, Туреччина).
- Чемпіон Туреччини (6): 1976, 1977, 1979, 1980, 1981, 1984
- Володар кубка (3): 1977, 1978, 1984

| 19 вересня 1984 |

| «Трабзонспор» | 1 – 0 | «Дніпро» |
| ------------- | ----- | -------- |
| Хасан 7'      | звіт  |          |

| «Хусейн Авні Акер» (Трабзон) Глядачів: 30 000 Арбітр: Д. Крчня (Чехословаччина) |

«Трабзонспор»: Шенол Гюнеш, Тургай Семерджіоглу, Неджаті Озчаглаян, Кемаль, К. Шенол, Джемиль (Тюншер, 86), Гюнгер, Бахаттін, Хасан, Тунджай, Іскандер. Тренер — Е.Сюмер.
«Дніпро»: Краковський, Башкиров, Вишневський (Чередник, 70), Пучков, Лисенко, Багмут, Кузнецов (Лютий, 61), Литовченко, Ділай, Протасов, Таран. Тренер — В. Ємець. 
 Б.Шенол. 
| 3 жовтня 1984 |

| «Дніпро»                              | 3 – 0 | «Трабзонспор» |
| ------------------------------------- | ----- | ------------- |
| Литовченко 46', 67' К. Шенол 89' (аг) | звіт  |               |

| «Металург» (Кривий Ріг) Глядачів: 24 500 Арбітр: А. Халле (Норвегія) |

«Дніпро»: Краковський, Башкиров, Вишневский, Пучков, Лисенко, Ділай, Багмут, Литовченко, Серебрянський (В.Кузнецов, 46), Протасов, Таран (Лютий, 80).  
«Трабзонспор»: Шенол Гюнеш, Тургай, Неджаті, Кемаль, К. Шенол, Осман, Гюнгер, Бахаттін, Тунджай, Лемі (Селім, 85), К. Хасан.  
 Башкиров — Бахаттін, Осман.

## 1/8 фіналу
1/8 фіналу. Суперник — «Левскі-Спартак» (Софія, Болгарія).
- Чемпіон Болгарії (15): 1933, 1937, 1942, 1946, 1947, 1949, 1950, 1953, 1965, 1968, 1970, 1974, 1977, 1979, 1984.
- Володар кубка (16): 1942, 1946, 1947, 1949, 1950, 1956, 1957, 1959, 1967, 1970, 1971, 1976, 1977, 1979, 1982, 1984.
- Найкращі футболісти Болгарії: Георгій Аспарухов (1965), Стефан Аладжов (1970), Кирил Івков (1974, 1975), Павел Панов (1977), Пламен Ніколов[en] (1984).
- Найкращі бомбардири у чемпіонаті: Павел Панов (131), Георгій Аспарухов (125), Христо Ілієв (99), Асен Пешев[en] (86), Дімітар Йорданов[en] (81).
- Найбільше матчів у чемпіонаті: Стефан Аладжов (368), Павел Панов (299), Кирил Івков (293), Христо Ілієв (274), Александар Костов (268), Еміл Спасов[en] (262), Стефан Абаджиєв (254).

| 24 жовтня 1984 |

| «Левські-Спартак»                | 3 – 1 | «Дніпро»       |
| -------------------------------- | ----- | -------------- |
| Велев 31' Вилчев 45' Сіраков 66' | звіт  | Литовченко 24' |

| «Васил Левський» (Софія) Глядачів: 45 000 Арбітр: М. Саломир (Румунія) |

«Левські-Спартак»: Борислав Михайлов, Пламен Ніколов, Веселин Балевський, Петар Петров, Ніколай Ілієв, Еміл Велев, Петар Курдов (Русі Гочев, 56), Наско Сіраков (П. Цветков, 79), Михаїл Вилчев, Еміл Спасов, Божидар Іскренов. Тренер — Васил Методієв.
«Дніпро»: Краковський, Башкиров, Вишневський, Пучков, Лисенко, Кутузов, Чередник (В. Кузнецов, 72), Литовченко, Ділай, Протасов, Лютий (Таран, 69). 
: Башкиров и Литовченко. 
| 7 листопада 1984 |

| «Дніпро»               | 2 – 0 | «Левські-Спартак» |
| ---------------------- | ----- | ----------------- |
| Таран 11' Кузнецов 24' | звіт  |                   |

| «Металург» (Кривий Ріг) Глядачів: 30 000 Арбітр: З. Кіршен (НДР) |

«Дніпро»: Краковський, Кутузов, Вишневський, Пучков, Лисенко, Багмут (Чередник, 83), В. Кузнецов, Литовченко, Ділай, Протасов, Таран (Лютий, 73).  
«Левські-Спартак»: Борислав Михайлов, Пламен Ніколов, Веселин Балевський, Петар Петров, Ніколай Ілієв, П. Цветков (Чавдаров, 9; Петар Курдов, 74), Русі Гочев, Наско Сіраков, Михаїл Вилчев, Еміл Спасов, Божидар Іскренов. 
 Вишневский, Литовченко, Дилай- Чавдаров, Курдов.
На 70-й хвилині Спасов («Левські-Спартак») не реалізував пенальті.

## 1/4 фіналу
1/4 фіналу. Суперник — «Жиронден де Бордо» (Франція).
- Чемпіон Франції (2): 1950, 1984
- Володар кубка (1): 1941
- Ален Жіресс провів за клуб найбільше матчів (456) і забив голів (148).
- Едуар Каргу — кращий бомбардир чемпіонату 1954 (27 голів).
- П'ять гравців команди стали чемпіонами Європи 1984 року у складі збірної Франції: Патрік Баттістон, Ален Жіресс, Жан Тігана, Бернар Лякомб і Тьєррі Тюссо.

| 6 березня 1985 20:30 |

| «Жиронден де Бордо» | 1 – 1 | «Дніпро»  |
| ------------------- | ----- | --------- |
| Лякомб 10'          | звіт  | Лютий 43' |

| «Шабан-Дельмас» (Бордо) Глядачів: 30 000 Арбітр: Ян Кейзер (Нідерланди) |

«Бордо»: Домінік Дропсі, Жан-Крістоф Тувенель, Гернот Рор, Леонар Шпехт, Патрік Баттістон, Рене Жирар, Жан Тігана, Фернанду Шалана (Тьєррі Тюссо, 80), Бернар Лякомб, Ален Жиресс, Дітер Мюллер. Тренер — Еме Жаке.
«Дніпро»: Сергій Краковський, Сергій Башкиров, Іван Вишневський, Сергій Пучков, Олександр Лисенко (к), Володимир Багмут, Віктор Кузнецов (Олексій Чередник, 63), Андрій Ділай, Володимир Лютий, Олег Протасов (Сергій Кулінич, 84), Олег Таран.
 Ділай (4). 
| 20 березня 1985 19:00 |

| «Дніпро»    | 1 – 1 | «Жиронден де Бордо» |
| ----------- | ----- | ------------------- |
| Лисенко 11' | звіт  | Тюссо 75'           |

| «Металург» (Кривий Ріг) Глядачів: 35 000 Арбітр: Карл-Гайнц Трічлер (ФРН) |

|                                          |       | Пенальті                                     |  |
| Лисенко · Кузнецов · Пучков · Литовченко | 3 – 5 | Тюссо · Жиресс · Лякомб · Баттістон · Шалана |  |

«Дніпро»: Сергій Краковський, Сергій Башкиров, Іван Вишневський, Сергій Пучков, Олександр Лисенко, Володимир Багмут (Віктор Кузнецов, 71), Олексій Чередник, Геннадій Литовченко (к), Володимир Лютий, Олег Протасов, Олег Таран. 
«Бордо»: Домінік Дропсі, Жан-Крістоф Тувенель (Антуан Мартінес, 85), Гернот Рор, Леонар Шпехт, Патрік Баттістон, Тьєррі Тюссо, Жан Тігана, Фернанду Шалана, Бернар Лякомб, Ален Жиресс, Дітер Мюллер. Тренер — Еме Жаке.
 Вишневський (20), Пучков (43), Чередник (50) — Тувенель (23).
 Вишневський (96, друга жовта картка)

## Статистика
| Футболіст           | Ігри    | Голи    |
| Воротар             | Воротар | Воротар |
| ------------------- | ------- | ------- |
| Сергій Краковський  | 6       |         |
| Захисники           |         |         |
| Сергій Башкиров     | 5       |         |
| Іван Вишневський    | 6       |         |
| Олексій Чередник    | 5       |         |
| Сергій Пучков       | 6       |         |
| Олександр Лисенко   | 6       | 1       |
| Сергій Кулінич      | 1       |         |
| Півзахисники        |         |         |
| Володимир Багмут    | 5       |         |
| Віктор Кузнецов     | 6       | 1       |
| Геннадій Литовченко | 5       | 3       |
| Андрій Ділай        | 5       |         |
| Олег Серебрянський  | 1       |         |
| Петро Кутузов       | 2       |         |
| Нападники           |         |         |
| Володимир Лютий     | 6       | 1       |
| Олег Протасов       | 6       |         |
| Олег Таран          | 6       | 1       |